# Shinshinotsu
Shinshinotsu (新篠津村, Shinshinotsu-mura) est un village du district d'Ishikari, situé dans la sous-préfecture d'Ishikari, sur l'île de Hokkaidō, au Japon.

## Géographie

### Situation
Shinshinotsu est le seul village de la sous-préfecture d'Ishikari, sur l'île de Hokkaidō, au Japon.

### Démographie
Au 30 septembre 2015, la population de Shinshinotsu s'élevait à 3 286 habitants, répartis sur une superficie de 78,04 km2.

### Municipalités voisines
- Sous-préfecture d'Ishikari
  - Ebetsu
  - Tōbetsu
- Sous-préfecture de Sorachi
  - Iwamizawa
  - Tsukigata

### Hydrographie
Le fleuve Ishikari coule à l'est de Shinshinotsu.

## Histoire
- 1895 : le village de Shinshinotsu se sépare du village de Shinotsu (qui fait maintenant partie d'Ebetsu).
- 1915 : le village de Shinshinotsu devient un village de seconde classe[1].

## Jumelages
- Yūbetsu, Hokkaido[2]

## Symboles municipaux
Le sorbier du Japon (Sorbus commixta) est l'arbre symbole du village de Shinshinotsu, sa fleur symbole, l'iris d'eau du Japon (Iris ensata).

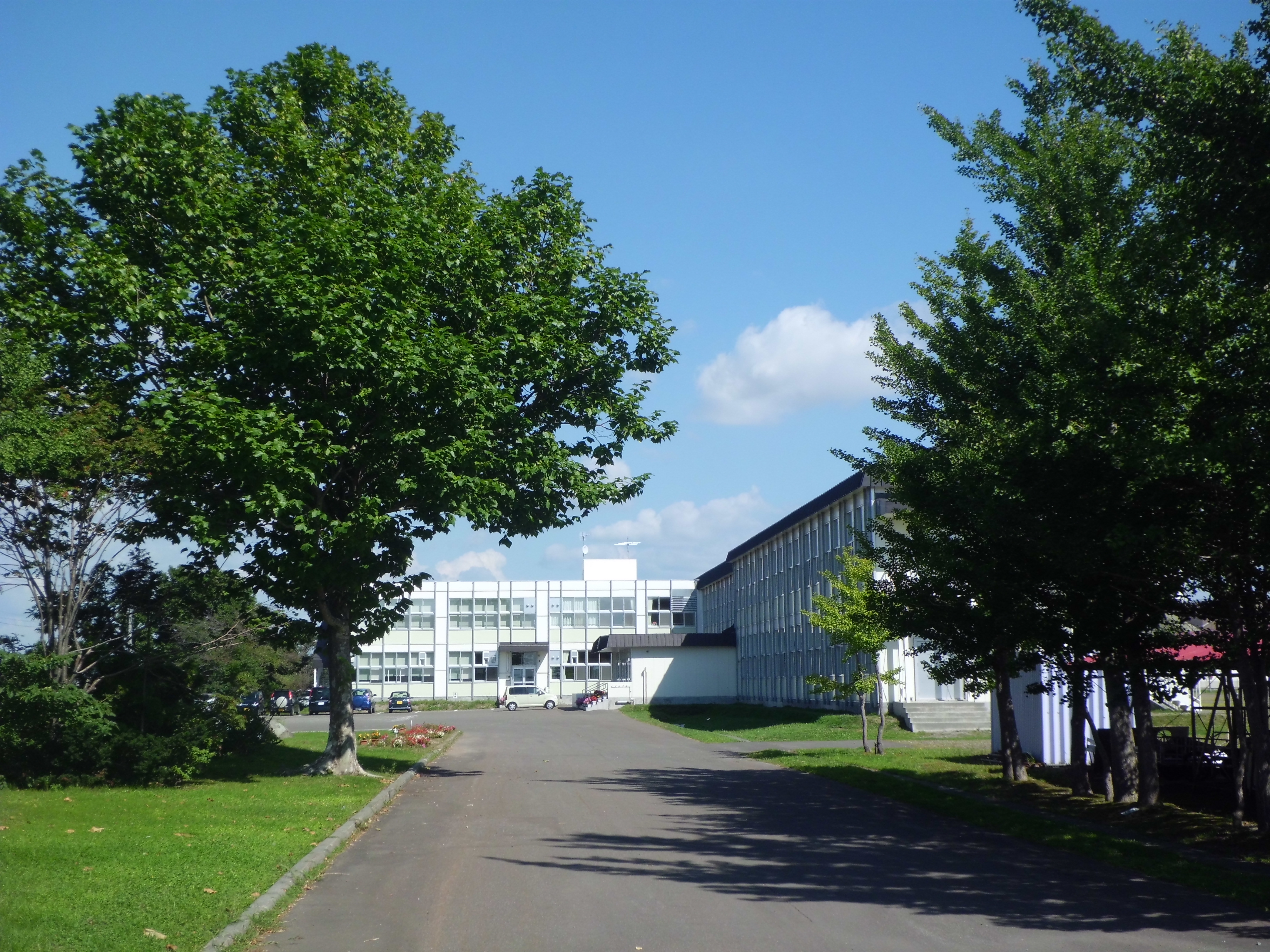
École primaire du village.
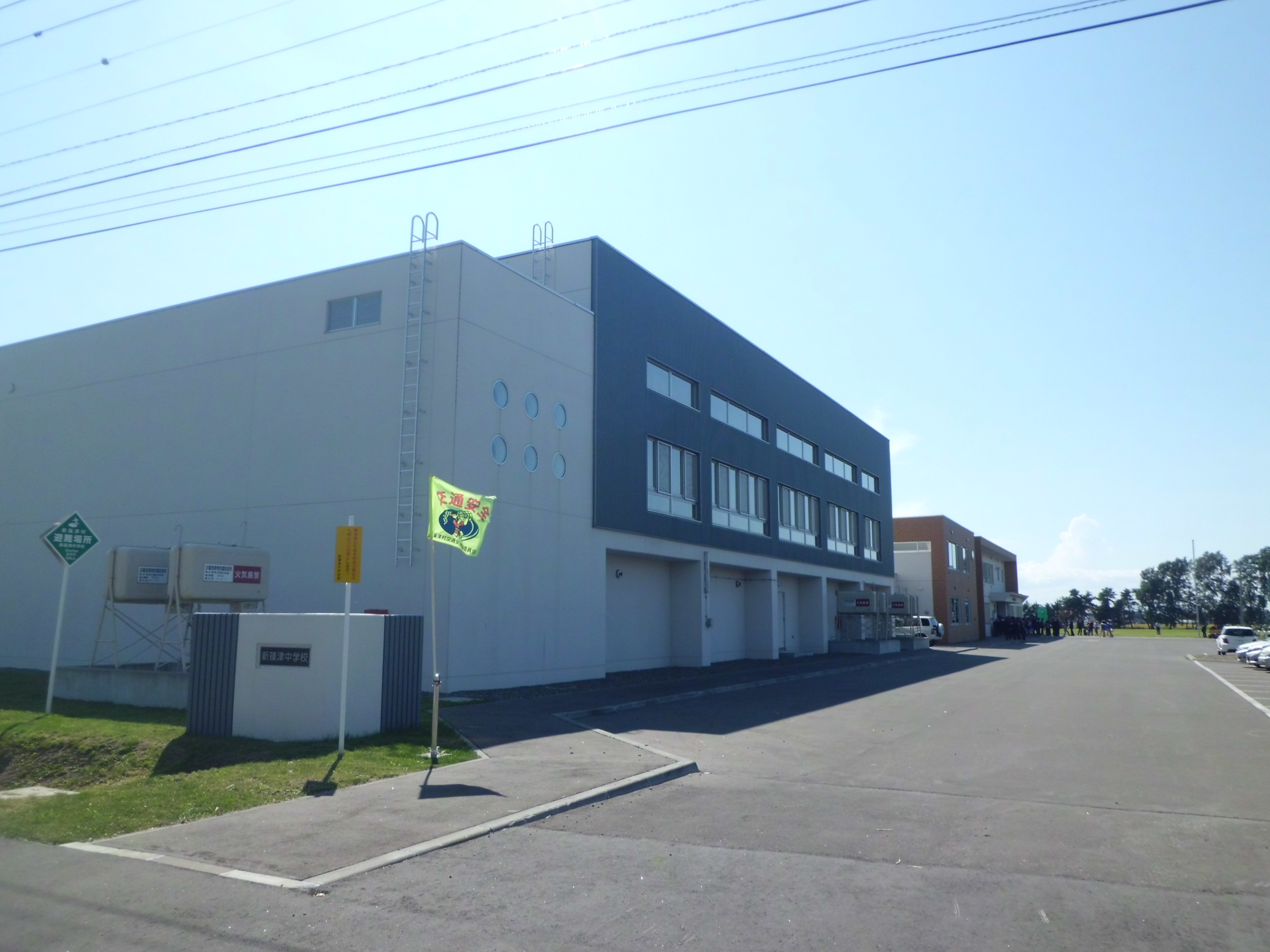
Collège du village.
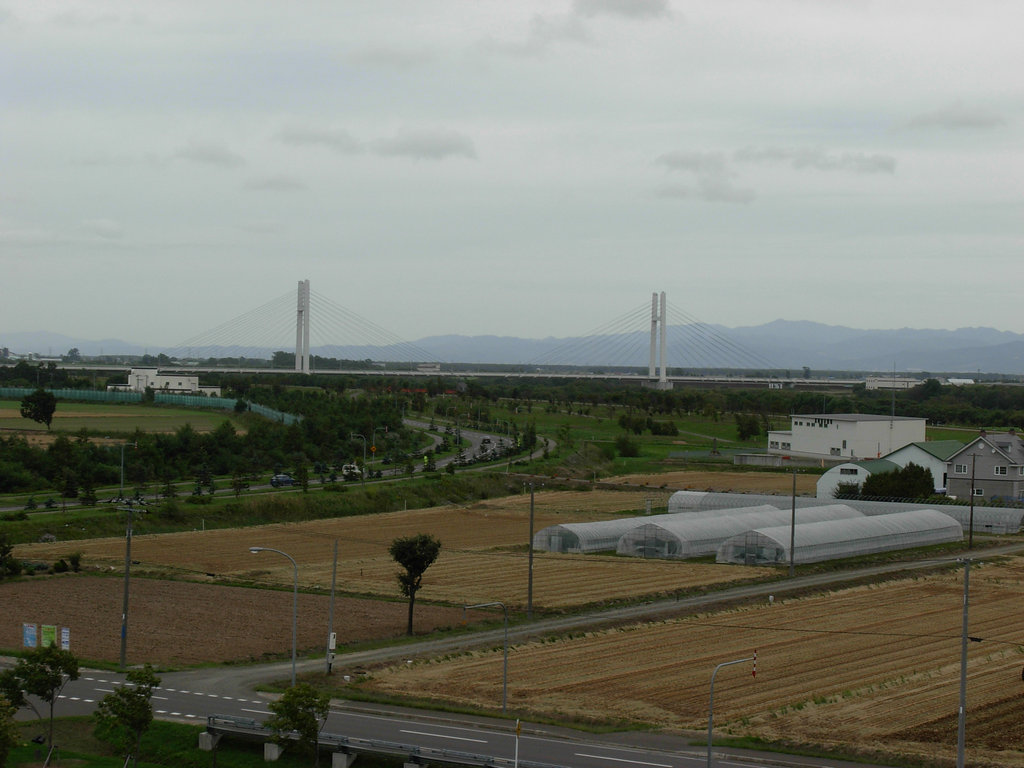
Le pont Tappu (Tappu-ohashi) enjambant le fleuve Ishikari, vu depuis le spa Shinshinotsu.